# Waga, Iwate
Waga (和賀郡 Wara-gun) là huyện thuộc tỉnh Iwate, Nhật Bản. Tính đến ngày 1 tháng 10 năm 2020, dân số ước tính của huyện là 5.134 người và mật độ dân số là 8,7 người/km2. Tổng diện tích của huyện là 590,7 km2.